# راور أوتوغ
راور أوتوغ (بالنرويجية البوكمول: Roar Uthaug)‏ (25 أغسطس 1973) هو مخرج أفلام نرويجي. تخرج من المدرسة النرويجية للفيلم سنة 2002.

## أعماله
- تومب رايدر (2018)
- الموج (2015)
- الفريسة الباردة (2006)

## روابط خارجية
- راور أوتوغ على موقع IMDb (الإنجليزية)
- راور أوتوغ على موقع ألو سيني (الفرنسية)
- راور أوتوغ على موقع تيرنر كلاسيك موفيز (الإنجليزية)
- راور أوتوغ على موقع أول موفي (الإنجليزية)
- راور أوتوغ على موقع قاعدة بيانات الأفلام السويدية (السويدية)
- راور أوتوغ على موقع ديسكوغز (الإنجليزية)
- راور أوتوغ على موقع قاعدة بيانات الفيلم (الإنجليزية)
- راور أوتوغ على موقع كينوبويسك (الروسية)
- Fritt Vilt